# Medien Holding
Medien Holding este un trust de presă din România format ca joint venture între „The Nova Group”, societate a familiei Adamescu, și grupul german Westdeutsche Allgemeine Zeitung (WAZ)..
Compania deține ziarul România Liberă, tipografia United Print, compania de corporate publishing GPR și compania de presă specializată în home&deco — Hiparion Magazines
Cifra de afaceri în 2008: 33,9 milioane euro

## Istoric
Grupul de presă Westdeutsche Allgemeine Zeitung (WAZ) a intrat pe piața din România în martie 2001, ca acționar la cotidianul România liberă.
În septembrie 2005, împreună cu omul de afaceri Dan Adamescu, au creat SC Medien – Holding SRL, societate în care cei doi acționari dețin fiecare câte 50%.
WAZ este unul dintre cele mai influente trusturi media din Europa, având în portofoliu peste 180 de ziare și reviste, peste 120 de publicații comerciale și 17 tipografii.
În mai 2008, Medien Holding a achiziționat grupul de presă Domus Magazin, care editeză o serie de reviste din domeniul Home&Deco.
În decembrie 2009, Grupul de Presă Român, parte a Medien Holding, a lansat revista „Tarom Skylady”, pentru distribuția la bordul aeronavelor liniei aeriene naționale Tarom.